# Flieger
Chansons représentant l'Allemagne au Concours Eurovision de la chanson
Lied für einen Freund
(1988) Frei zu leben
(1990)
Flieger (en français Aviateur) est la chanson représentant l'Allemagne au Concours Eurovision de la chanson 1989. Elle est interprétée par Nino de Angelo.
En 1984, Nino de Angelo connaît le succès avec Jenseits von Eden/La valle del Eden/Guardian Angel, titre numéro un en Allemagne de l'Ouest et en Suisse et présent dans le top 10 dans d'autres pays d'Europe.
Flieger est composée par Dieter Bohlen, membre du duo Modern Talking.
La chanson est la vingt-et-unième de la soirée, suivant Það sem enginn sér interprétée par Daníel Ágúst pour l'Islande et précédant Rock Me interprétée par Riva pour la Yougoslavie.
À la fin des votes, elle obtient 46 points et termine à la 14e place sur 22 participants.
De Angelo fait une version en anglais, If There's One Thing That's Forever.

## Source de la traduction
- (en) Cet article est partiellement ou en totalité issu de l’article de Wikipédia en anglais intitulé « Flieger » (voir la liste des auteurs).